# Aranza (Baralla)
Aranza (llamada oficialmente Santiago de Aranza) es una parroquia y una aldea española del municipio de Baralla, en la provincia de Lugo, Galicia.

## Organización territorial
La parroquia está formada por una entidad de población:
- Aranza

## Demografía
| Gráfica de evolución demográfica de Aranza entre 2000 y 2019 |
|                                                              |
| Datos según el nomenclátor publicado por el INE.             |